# Armée du Nord-Ouest (CSA)
Pour les articles homonymes, voir Armée du Nord-Ouest.
L'armée du Nord-Ouest est une armée confédérée du début de la guerre de Sécession avant d'être dissoute et converti en division de la brigade de Stonewall.

## Existence
Le 8 juin 1861, les troupes confédérées qui opèrent dans le nord-ouest de la Virginie sont désignées en tant qu'« armée du Nord-Ouest » avec le brigadier général Robert S. Garnett en tant que commandant,. Elle est composée principalement de troupes de Virginie et de Géorgie. La prise de commandement du Garnett fait suite à la défaite de la bataille de Philippi.
Les troupes de ce commandement sont engagées par les forces du département de l'Ohio du major général George B. McClellan lors d'une série de batailles et d'escarmouches au début de l'été 1861. L'armée commandée par Garnett est défaite lors de la bataille de Rich Mountain, et les troupes de l'Union qui la poursuivent tuent Garnett à Corrick's Ford le 13 juillet 1861,.
Après la mort de Garnett, le brigadier général Henry R. Jackson commande brièvement la force, mais le brigadier général William W. Loring arrive pour la prendre en charge le 20 juillet 1861. Il est défait lors de la bataille de Cheat Moutain et rejoint alors Winchester. Loring la commande jusqu'en novembre, où il prend les trois brigades de l'armée du Nord-Ouest en tant que division (encore désignée comme armée du Nord-Ouest) jointe avec la brigade de Stonewall sous le commandement de Stonewall Jackson lors de l'expédition de Romney (en). L'expédition est un échec et Loring et Jasckons se querellent.
Thomas J. Jackson observe à propos de l'armée du Nord-Ouest : « il faut garder à l'esprit que les accessions de l'armée du Nord-Ouest ne sont pas bien entraînées, ayant passé la campagne actuelle dans les montagnes, où les possibilités d'entraînement étaient très limitées ».
L'armée est dissoute le 9 février 1862, mais une petite force séparée sous les ordres du brigadier général Edward Johnson qui opère au nord de la vallée de la Shenandoah devient connue sous l'appellation de l'« armée du Nord-Ouest » et après son implication dans la bataille de camp Allegheny elle est qualifiée de l'« armée de l'Allegheny ». Johnson acquiert le surnom d'« Allegheny » en commandant cette force.